# Klanopraška
Klanopraška (Schisandra) je rod z čeledi klanopraškovité, zahrnuje celkem 25 druhů dřevitých lián.

## Popis
Opadavé nebo stálezelené dvoudomé popínavé keře rostoucí ve východní a jihovýchodní Asii, jeden druh v Severní Americe. Listy jsou střídavé, jednoduché, celokrajné nebo pilovité, bez palistů. Květy jednotlivé nebo po několika v úžlabních květenstvích. Okvětní lístky červené, žluté nebo bílé v počtu 5-20, v samčích květech je 4 až mnoho tyčinek, v samičích 20-30 pestíků nahloučených do hlávkovitého útvaru, který se posléze přeměňuje v dužnaté klasovité souplodí.

## Vybrané druhy
- klanopraška čínská (Schisandra chinensis)
- klanopraška vykrajovaná (Schisandra repanda)
- klanopraška oranžová (Schisandra sphenanthera)

## Význam
Klanopraška čínská se pěstuje jako okrasná a léčivá rostlina, patřící mezi takzvané adaptogeny.
Některé druhy tohoto rodu lze použít v ČR jako okrasné rostliny. Hodí se jako popínavky k popnutí treláží, nebo ploch s oporou pro pnutí. Má sbírkový význam.
Klanopraška čínská je od středověku v Evropě používána na povzbuzení.